# Station Velsen Zeeweg
Station Velsen Zeeweg was een station aan de voormalige IJmondlijn tussen Santpoort-Noord en IJmuiden. Het station van Velsen was geopend van 15 mei 1927 tot 25 september 1983. In 1958 werd het station verbouwd tot het Standaardtype Velsen-Zeeweg.
Voor 15 mei 1930 heette het station Zeeweg.
Op 24 februari 2016 werd het stationsgebouw gesloopt.